# El buen amor
El buen amor és una pel·lícula comèdia dramàtica espanyola de 1963 dirigida per Francisco Regueiro, la seva primera pel·lícula. Va competir per la palma d'Or en el 16è Festival Internacional de Cinema de Canes.

## Sinopsi
Una parella de joves universitaris, José Luis i Mari Carmen, enganya les seves famílies i viatja d'amagat a Toledo, on després d'un viatge etern en tren passen sols dotze hores sota la pluja i el sol de desembre, cosa que els ajudarà a conèixer-se millor.

## Repartiment
- Simón Andreu - José
- Marta del Val - Mari Carmen
- Enriqueta Carballeira - Juanita
- Luisa Muñoz
- Enrique Pelayo - Guardia Civil 1
- Chiro Bermejo - Guardia Civil 2
- Esmeralda Adan
- Wifredo Casado - Novio tren
- Juan Torres
- Milagros Guijarro
- Francisco Serrano
- Dolores García Morales
- Francisco Guijar
- Luis Rico
- Mari Paz Yañez